# Šarlota Augusta Hannoverská

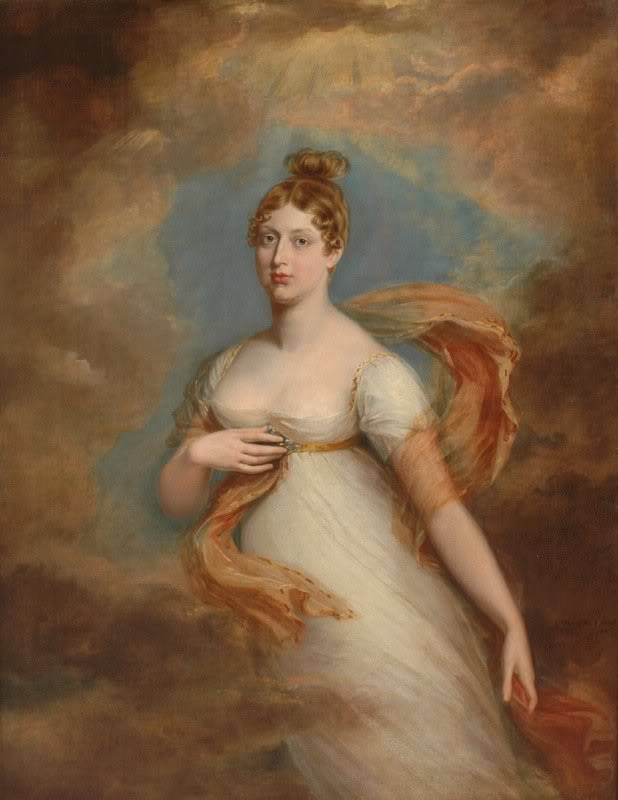
Šarlota Augusta Hannoverská

Šarlota Augusta Hannoverská (7. ledna 1796, Carlton House – 6. listopadu 1817, Claremont House) byla jediná dcera Jiřího Augusta Hannoverského, waleského prince a posléze prince-regenta, budoucího britského krále Jiřího IV., a jeho manželky Karoliny Brunšvické.

## Biografie
Manželství jejích rodičů bylo fatálně nezdařilé. Jiří byl ke sňatku se svou sestřenicí donucen a ke své manželce, již mu bez ohledu na jeho názor a přání vybrali rodiče, se od počátku stavěl negativně; narození malé princezny bylo považováno za „zázračné“, neboť jak vyplynulo z pozdější princovy korespondence, měl za společného života se svou ženou pouze tři intimní kontakty. Jiří dítě od matky drasticky odtrhl několik dní po narození. Když měla Šarlota Augusta několik měsíců, její rodiče se formálně odloučili.
Šarlota Augusta byla údajně milé a veselé dítě, vyrostla však v dívku nepřístupnou a vzdorovitou, částečně nepochybně i kvůli odloučení od matky, se kterou neviděla od té doby, co Karolina odjela z Anglie do Evropy, především však poznamenanou neustálým vzájemným nesmiřitelným bojem rodičů.

### Manželství a smrt
V roce 1813 se zasnoubila s princem Vilémem Oranžským (pozdějším nizozemským králem Vilémem II.), zasnoubení však zrušila, načež byla internována v Cranbourne Lodge, Windsor od července 1814 do února 1816, kdy princ Leopold Sasko-Koburský (pozdější belgický král Leopold I.) požádal prince regenta Jiřího a britský parlament o její ruku.

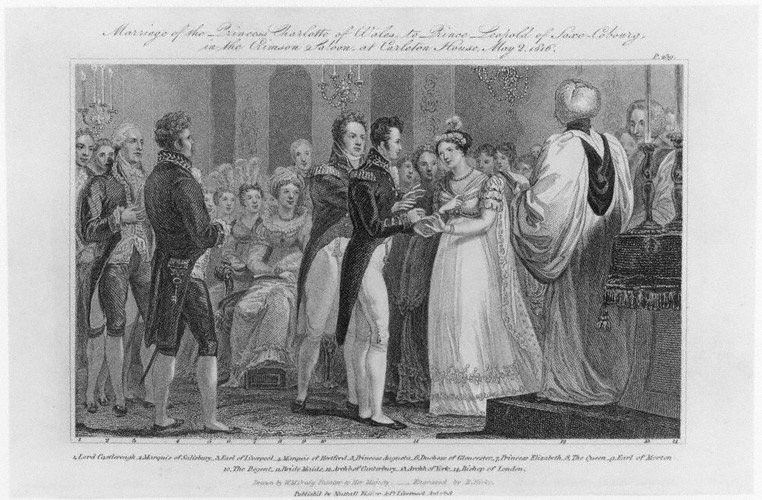
Svatba princezny Charlotty a prince Leopolda

Svatba se uskutečnila 2. května roku 1816 v Carlton House. Parlament stanovil Leopoldovi důchod £50 000 per annum (ročně), který měl pobírat i v případě, že by jeho manželka zemřela dříve nežli on. Soudobé prameny popisují manželství jako šťastné a spokojené; Šarlota tvrdila, že její muž je „ideální v lásce“. Manželé sídlili v Claremont House, který dostali jako svatební dar od národa. Šarlota Augusta otěhotněla ihned po svatbě, v červenci však své první dítě potratila. Záhy však, již počátkem dalšího roku, otěhotněla znovu.
Třebaže na počátku svého těhotenství byla naprosto zdravá, lékařská péče s neblahými metodami a postupy tehdejší doby – mezi jiným špatná životospráva a pouštění žilou – vyústila v nebezpečně chatrný zdravotní stav princezny. 3. listopadu 1817 u ní začaly porodní bolesti; po 50 hodinách, vyčerpaná a slabá, porodila 5. listopadu mrtvé dítě. Ráno následujícího dne, 6. listopadu, v 21 letech, zemřela na následky fatálního poporodního krvácení i Charlotta sama.
Pochována byla se svým dítětem u nohou v Kapli sv. Jiří na windsorském hradě.

### Následky
Její smrt nejenže vyvolala obrovský národní smutek (bývá srovnáván se smutkem po smrti princezny Diany v roce 1997[zdroj?]), ale způsobila i krizi v nástupnictví britského trůnu. Šarlota Augusta byla jediná zákonitá dcera waleského prince a po její smrti její otec pozbyl naděje na potomky v přímé linii. Král Jiří III., její děd, neměl kromě ní jiných zákonitých vnuků, přestože měl 12 dospělých dětí – další synové krále Jiřího III. totiž neměli děti nebo byli svobodní nebo jejich děti nebyly z různých důvodů legitimní:
Frederik August, vévoda z Yorku, další v nástupnické linii, se rozvedl se svou ženou po 27 letech bezdětného manželství. Dva synové Jiřího III. – Ernst August, vévoda z Cumberlandu, a August Frederik, vévoda Sussexu – již sice byli ženatí, ale v tomto okamžiku vévoda z Cumberlandu měl dvě mrtvě narozené dcery, zatímco potomci vévody ze Sussexu byli vyloučeni z následnictví, neboť manželství jejich rodičů, uzavřené bez králova souhlasu, bylo jako takové podle Royal Marriages Act z roku 1772 neplatné. Proto tři synové Jiřího III. – Vilém, vévoda Clarence (pozdější král Vilém IV.), Adolf Frederik, vévoda z Cambridge a Eduard August, vévoda z Kentu – uzavřeli rychle manželství se záměrem zplodit tolik vytouženého následníka trůnu.
Pro záchranu dynastie se tak v roce 1818 ve věku 50 let oženil i vévoda z Kentu, a to s princeznou Viktorií z dynastie Sachsen-Coburg-Gotha. Z manželství se o rok později, 24. května 1819 narodila dcera, princezna Viktorie z Kentu, budoucí královna Viktorie.
Manžel Šarloty Augusty, Leopold, se v roce 1831 stal prvním králem nově vzniklého státu – Belgie. Roku 1832 se oženil znovu s Luisou Marií Orleánskou, dcerou posledního francouzského krále Ludvíka Filipa, a své jediné dceři dal na počest a památku své první ženy jméno Charlotta.

## Vývod z předků
|                             |                                                  |  |                                   |                                                 |  |  |  |  |  |  |  | Jiří II. Britský |
|                             |                                                  |  |                                   |                                                 |  |  |  |  |  |  |  |                  |
|                             | Frederik Ludvík Hannoverský                      |  |                                   |                                                 |  |  |  |  |  |  |  |                  |
|                             |                                                  |  |                                   |                                                 |  |  |  |  |  |  |  |                  |
|                             |                                                  |  |                                   | Karolina z Ansbachu                             |  |  |  |  |  |  |  |                  |
|                             |                                                  |  |                                   |                                                 |  |  |  |  |  |  |  |                  |
|                             | Jiří III. Britský                                |  |                                   |                                                 |  |  |  |  |  |  |  |                  |
|                             |                                                  |  |                                   |                                                 |  |  |  |  |  |  |  |                  |
|                             |                                                  |  |                                   | Fridrich II. Sasko-Gothajsko-Altenburský        |  |  |  |  |  |  |  |                  |
|                             |                                                  |  |                                   |                                                 |  |  |  |  |  |  |  |                  |
|                             | Augusta Sasko-Gothajsko-Altenburská              |  |                                   |                                                 |  |  |  |  |  |  |  |                  |
|                             |                                                  |  |                                   |                                                 |  |  |  |  |  |  |  |                  |
|                             |                                                  |  |                                   | Magdalena Augusta Anhalttsko-Zerbstská          |  |  |  |  |  |  |  |                  |
|                             |                                                  |  |                                   |                                                 |  |  |  |  |  |  |  |                  |
|                             | Jiří IV. Britský                                 |  |                                   |                                                 |  |  |  |  |  |  |  |                  |
|                             |                                                  |  |                                   |                                                 |  |  |  |  |  |  |  |                  |
|                             |                                                  |  |                                   | Adolf Bedřich II. Meklenburský                  |  |  |  |  |  |  |  |                  |
|                             |                                                  |  |                                   |                                                 |  |  |  |  |  |  |  |                  |
|                             | Karel Ludvík Fridrich Meklenbursko-Střelický     |  |                                   |                                                 |  |  |  |  |  |  |  |                  |
|                             |                                                  |  |                                   |                                                 |  |  |  |  |  |  |  |                  |
|                             |                                                  |  |                                   | Kristiana Emílie Schwarzbursko-Sondershausenská |  |  |  |  |  |  |  |                  |
|                             |                                                  |  |                                   |                                                 |  |  |  |  |  |  |  |                  |
|                             | Šarlota Meklenbursko-Střelická                   |  |                                   |                                                 |  |  |  |  |  |  |  |                  |
|                             |                                                  |  |                                   |                                                 |  |  |  |  |  |  |  |                  |
|                             |                                                  |  |                                   | Arnošt Fridrich I. Sasko-Hildburghausenský      |  |  |  |  |  |  |  |                  |
|                             |                                                  |  |                                   |                                                 |  |  |  |  |  |  |  |                  |
|                             | Alžběta Sasko-Hildburghausenská                  |  |                                   |                                                 |  |  |  |  |  |  |  |                  |
|                             |                                                  |  |                                   |                                                 |  |  |  |  |  |  |  |                  |
|                             |                                                  |  |                                   | Žofie Albertina z Erbach-Erbach                 |  |  |  |  |  |  |  |                  |
|                             |                                                  |  |                                   |                                                 |  |  |  |  |  |  |  |                  |
| Šarlota Augusta Hannoverská |                                                  |  |                                   |                                                 |  |  |  |  |  |  |  |                  |
|                             |                                                  |  |                                   |                                                 |  |  |  |  |  |  |  |                  |
|                             |                                                  |  | Ferdinand Albrecht II. Brunšvický |                                                 |  |  |  |  |  |  |  |                  |
|                             |                                                  |  |                                   |                                                 |  |  |  |  |  |  |  |                  |
|                             | Karel I. Brunšvický                              |  |                                   |                                                 |  |  |  |  |  |  |  |                  |
|                             |                                                  |  |                                   |                                                 |  |  |  |  |  |  |  |                  |
|                             |                                                  |  |                                   | Antonie Amálie Brunšvicko-Wolfenbüttelská       |  |  |  |  |  |  |  |                  |
|                             |                                                  |  |                                   |                                                 |  |  |  |  |  |  |  |                  |
|                             | Karel Vilém Ferdinand Brunšvicko-Wolfenbüttelský |  |                                   |                                                 |  |  |  |  |  |  |  |                  |
|                             |                                                  |  |                                   |                                                 |  |  |  |  |  |  |  |                  |
|                             |                                                  |  |                                   | Fridrich Vilém I. Pruský                        |  |  |  |  |  |  |  |                  |
|                             |                                                  |  |                                   |                                                 |  |  |  |  |  |  |  |                  |
|                             | Filipína Šarlota Pruská                          |  |                                   |                                                 |  |  |  |  |  |  |  |                  |
|                             |                                                  |  |                                   |                                                 |  |  |  |  |  |  |  |                  |
|                             |                                                  |  |                                   | Žofie Dorotea Hannoverská                       |  |  |  |  |  |  |  |                  |
|                             |                                                  |  |                                   |                                                 |  |  |  |  |  |  |  |                  |
|                             | Karolina Brunšvická                              |  |                                   |                                                 |  |  |  |  |  |  |  |                  |
|                             |                                                  |  |                                   |                                                 |  |  |  |  |  |  |  |                  |
|                             |                                                  |  |                                   | Jiří II. Britský                                |  |  |  |  |  |  |  |                  |
|                             |                                                  |  |                                   |                                                 |  |  |  |  |  |  |  |                  |
|                             | Frederik Ludvík Hannoverský                      |  |                                   |                                                 |  |  |  |  |  |  |  |                  |
|                             |                                                  |  |                                   |                                                 |  |  |  |  |  |  |  |                  |
|                             |                                                  |  |                                   | Karolina z Ansbachu                             |  |  |  |  |  |  |  |                  |
|                             |                                                  |  |                                   |                                                 |  |  |  |  |  |  |  |                  |
|                             | Augusta Hannoverská                              |  |                                   |                                                 |  |  |  |  |  |  |  |                  |
|                             |                                                  |  |                                   |                                                 |  |  |  |  |  |  |  |                  |
|                             |                                                  |  |                                   | Fridrich II. Sasko-Gothajsko-Altenburský        |  |  |  |  |  |  |  |                  |
|                             |                                                  |  |                                   |                                                 |  |  |  |  |  |  |  |                  |
|                             | Augusta Sasko-Gothajsko-Altenburská              |  |                                   |                                                 |  |  |  |  |  |  |  |                  |
|                             |                                                  |  |                                   |                                                 |  |  |  |  |  |  |  |                  |
|                             |                                                  |  |                                   | Magdalena Augusta Anhalttsko-Zerbstská          |  |  |  |  |  |  |  |                  |
|                             |                                                  |  |                                   |                                                 |  |  |  |  |  |  |  |                  |